# Heinrich von Nathusius (Archivar)
Heinrich Johannes Engelhard Nathusius, seit 1861 von Nathusius, auch Nathusius-Neinstedt genannt, (* 22. Juni 1851 in Neinstedt; † 14. Juli 1906 in Frankfurt am Main) war ein deutscher Bibliothekar, Archivar, Historiker und zu seiner Zeit ein bekannter Genealoge.

## Leben und Werk
Nathusius war das sechste von acht Kindern des 1861 geadelten Gründers der Neinstedter Anstalten, Philipp von Nathusius und der Schriftstellerin Marie Nathusius. Ein älterer Bruder war der Politiker und Journalist Philipp von Nathusius, ein anderer der Reformtheologe Martin von Nathusius. Er wuchs in Neinstedt auf. Seine Mutter verlor er im Alter von sechs Jahren. Bei Ausbruch des Deutsch-Französischen Krieges 1870 meldete er sich als Freiwilliger beim 2. Leib-Husaren-Regiment Nr. 2 in Posen und wurde in Frankreich eingesetzt. Kurz vor Kriegsende erfolgte die Beförderung zum Fähnrich. Außerdem wurde er mit dem Eisernen Kreuz II. Klasse ausgezeichnet. Seine Erlebnisse im Krieg verarbeitete er später in dem Buch Ein Leibhusar im Kriege 1870/71.
Am 13. Dezember 1875 heiratete Nathusius in England Helene Hoppe (1851–1892). Er adoptierte deren Tochter Paula (1874–1931) und das Paar hatte eine gemeinsame weitere Tochter, Margarethe (1877–1903). Nach dem Krieg studierte er in Marburg. 1879 wurde er Corpsschleifenträger des Corps Guestphalia Marburg. 1888 wurde er mit einer Schrift zu den Deutschmeistern des Deutschen Ordens promoviert.
Bereits zum 2. Februar 1885 war Nathusius als Volontär bei der Stadtbibliothek in Frankfurt am Main angenommen worden. Ab dem 1. August 1885 war er dort als wissenschaftlicher Mitarbeiter tätig. 1893 wurde er zum zweiten Bibliothekar ernannt. Nathusius war ein anerkannter Fachmann deutscher, mittelalter- und neuzeitlicher Adels- und Familiengeschichte. Er starb 1906 an einem Lungenleiden. Bis zu seinem Tod war er Vorsitzender des Vereins ehemaliger Unteroffiziere in Frankfurt und sehr engagiert im Kriegervereinswesen der Stadt.

## Veröffentlichungen

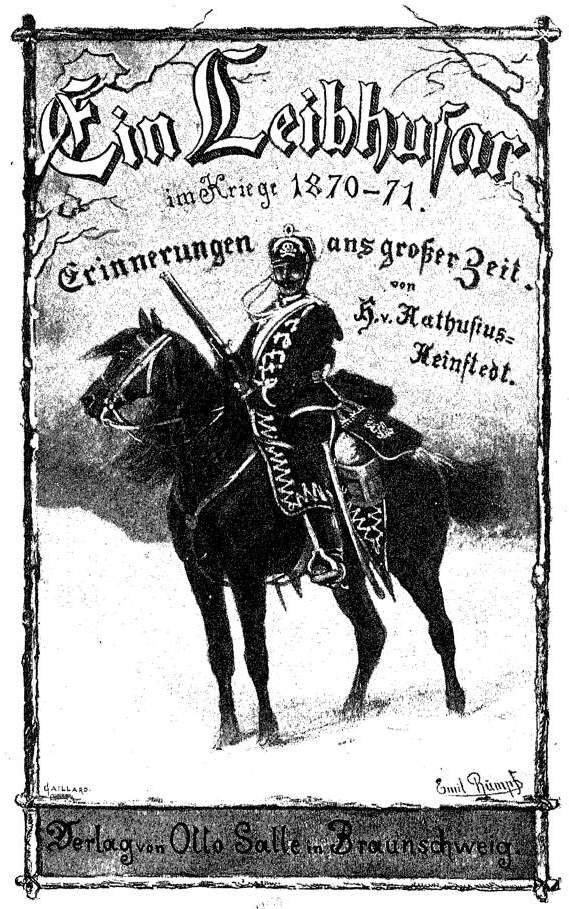
Ein Leibhusar im Kriege 1870–1871. Erinnerungen aus großer Zeit, 1896

- Die Deutschmeister vor 1232. Der „preceptor domorum ordinis Teutonici per Alemanniam“, (Inaugural-Dissertation), Marburg 1888
- Zum Andenken an Ludwig Heinrich Euler, Sonderabdruck aus der Zeitschrift der Savigny-Stiftung für Rechtsgeschichte, 8. Band, Germanistische Abtheilung, 1885[6]
- Ein Leibhusar im Kriege 1870/71. Erinnerungen aus großer Zeit, Otto Salle, Braunschweig 1896
- Ritterbürtige Familien unter den Geschlechtern der deutschen Städte im Mittelalter, (Vortrag), Mittler, 1889
- Die Aufhebung des Ehezwangs zu Frankfurt a. M. In: Archiv für Frankfurts Geschichte und Kunst, 3. Folge, Verein für Geschichte und Alterthumskunde zu Frankfurt am Main (Hrsg.), Völcker, Frankfurt am Main 1889
- Die Frankfurter Kirchenbuchführung, Naumann, 1898
- Das Münzenberger sogenannte Alt-Strahlenberger Erb- und Frauenlehen zu Oberrad, Gebrüder Knauer, Frankfurt am Main 1900
- Beiträge zur Geschichte der Familie Nathusius, Abel, 1902
- Geschichte des uradligen Hauses Bary 1223–1903, Gebrüder Knauer, Frankfurt am Main 1904
- Geschichte der Engelapotheke zu Frankfurt a. M. seit ihrer Gründung im Jahre 1629. Zur Feier der Grundsteinlegung des Neubaues des Hauses, Gebrüder Knauer, Frankfurt am Main 1905

### Gemeinschaftswerke
- Die beiden ältesten Kataloge der Stadtbibliothek, Johannes Pauli, Index Bibliothekae an inclyto Senato Civitas Francofurtensis ad Moenum institutae, in: Die Stadtbibliothek in Frankfurt am Main, S. 137–153, Gebrüder Knauer, Frankfurt am Main 1896
- Beiträge zur Geschichte des Hauses Neufville seit der Einwanderung der Familie nach Deutschland bis auf die Neuzeit 1558–1897, August Osterrieth, 1897
- Codex diplomaticus mœnofrancofurtanus. Urkundenbuch der Reichsstadt Frankfurt, Band 2, Johann Friedrich Böhmer (Hrsg.), J. Baer, 1905